# Soulmate (Justin Timberlake)
Soulmate (stilizzato SoulMate) è un singolo del cantautore statunitense Justin Timberlake, pubblicato il 3 luglio 2018.